# Julinho (football, 1965)
Pour les articles homonymes, voir Julinho.
Julio César de Andrade Moura dit Julinho, né le 31 octobre 1965 à Salvador au Brésil, est un footballeur brésilien naturalisé péruvien.

## Biographie

### En club
Arrivé au Pérou en 1991 en compagnie de son compatriote Luis Enrique Cordero de Almeyda (Lula), Julinho s'enrôle avec le Defensor Lima et fait ses débuts en championnat du Pérou, le 24 mai 1991. 
Mais il se fait connaître au Sporting Cristal où il remporte trois championnats d'affilée en 1994, 1995 et 1996 tout en étant sacré meilleur buteur du Pérou en 1995 (23 buts). En outre, il participe à plusieurs Copa Libertadores avec un total de 15 buts marqués dans le tournoi. Il sera d'ailleurs finaliste en 1997 avec le Sporting Cristal. 
Champion du Pérou une dernière fois en 2002, il tire sa révérence en 2004, après onze saisons passées au sein du Sporting Cristal, en raison d'une blessure au genou. Il est considéré comme l'une des grandes idoles du club.

### En équipe nationale
En 1996, il obtient la nationalité péruvienne et il est convoqué en équipe du Pérou par le sélectionneur Juan Carlos Oblitas, en manque d'attaquants. Il dispute les qualifications pour la Coupe du monde 1998 et marque deux buts face au Venezuela. 
En tout, il joue pour le Pérou à douze reprises, inscrivant deux buts.

#### Buts en sélection
| Buts en sélection de Julinho | Buts en sélection de Julinho | Buts en sélection de Julinho               | Buts en sélection de Julinho | Buts en sélection de Julinho | Buts en sélection de Julinho | Buts en sélection de Julinho |
|                              | Date                         | Lieu                                       | Adversaire                   | Score                        | Résultat                     | Compétition                  |
| ---------------------------- | ---------------------------- | ------------------------------------------ | ---------------------------- | ---------------------------- | ---------------------------- | ---------------------------- |
| 1.                           | 10 novembre 1996             | Estadio Nacional, Lima (Pérou)             | Venezuela                    | 2-0                          | V 4-1                        | QCM 1998                     |
| 2.                           | 20 août 1997                 | Estadio Agustín Tovar, Barinas (Venezuela) | Venezuela                    | 0-2                          | V 0-3                        | QCM 1998                     |

## Palmarès(joueur)
Sporting Cristal
- Championnat du Pérou (4) :
  - Champion : 1994, 1995, 1996 et 2002.
  - Meilleur buteur : 1995 (23 buts).
- Copa Libertadores :
  - Finaliste : 1997.